# La Ville-aux-Bois-lès-Dizy
La Ville-aux-Bois-lès-Dizy é uma comuna francesa na região administrativa de Altos da França, no departamento de Aisne. Estende-se por uma área de 10,22 km². Em 2010 a comuna tinha 208 habitantes (densidade: 20,4 hab./km²).